# طاعون
الطاعون هو من الأمراض المعدية القاتلة التي يسببها إنتروبكتريسا يرسينية طاعونية، الذي سمي على اسم عالم البكتيريا الفرنسي السويسري ألكسندر يرسن. حتى يونيو 2007، كان الطاعون واحدا من الأمراض الوبائية الثلاثة الواجب الإبلاغ عنها على وجه التحديد إلى منظمة الصحة العالمية (الاثنان الآخران تحديدا هما الكوليرا والحمى الصفراء).
اعتمادا على الالتهاب في الرئتين، أو الظروف الصحية، يمكن أن ينتشر الطاعون في الهواء، عن طريق الاتصال المباشر، أو عن طريق الطعام أو المواد الملوثة غير المطبوخة جيدا. أعراض الطاعون تعتمد على المناطق حيث تتركز الإصابة في كل شخص: الطاعون الدبلي في الغدد الليمفاوية، الطاعون إنتان الدم في الأوعية الدموية، الطاعون الرئوي في الرئتين، والحنجرة. ومن الممكن علاجها إذا اكتشفت في وقت مبكر. الطاعون لا يزال داء متوطنا في بعض أجزاء من العالم.

## الاسم
يتم تطبيق الاستخدام الوبائي لمصطلح «الطاعون» حاليا إلى الالتهابات البكتيرية التي تسبب تورم الغدد اللمفاوية في الفخذ الناتج عن جرثومة الطاعون، على الرغم تاريخيا أن الاستخدام الطبي لمصطلح «الطاعون» تم تطبيقه على الالتهابات الوبائية بشكل عام. الطاعون في كثير من الأحيان، يعد مرادفا "الطاعون الدبلي"، ولكن هذا يصف مجرد واحدة من تجلياتها. وقد استخدمت أسماء أخرى لوصف هذا المرض، مثل «الطاعون الأسود» و"الموت الأسود"؛ ويستخدم هذا الأخير الآن في المقام الأول من قبل العلماء لوصف الثاني، والوباء الأكثر تدميرا، من هذا المرض.
ويعتقد أن تأثيل كلمة «الطاعون» تأتى من الكلمة اللاتينية' plāga (ضربة الجرح) وplangere (في الإضراب، أو الضرب أسفل)، راجع. الألمانية بلاج أي (الإصابة).

## علم الأوبئة والإنتشار

### العدوى وانتقالها

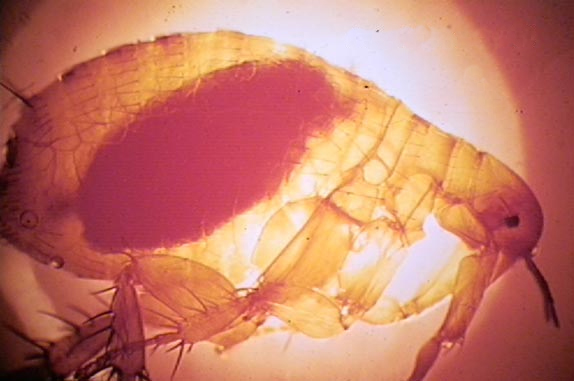
في براغيث الفئران الشرقية (الأصلم cheopsis) تحتقن بعد تناول وجبة الدم. هذا النوع من البراغيث هو من الناقلات الأساسية لنقل الطاعون يرسينيا إلى الكائن الحي وهي مسؤولة عن الطاعون الدبلي في معظم أوبئة الطاعون في آسيا وأفريقيا، وأمريكا الجنوبية. كل من البراغيث من الذكور والإناث تتغذى على الدم ويمكنها أن تنقل العدوى

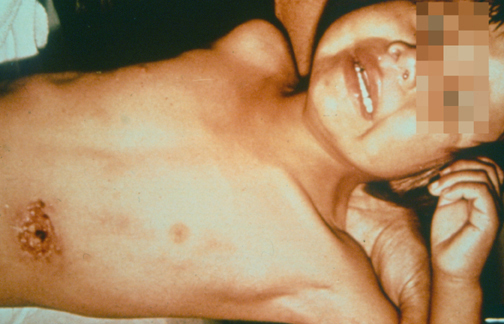
الطفل الذي تعرض للعض من البراغيث يصبح من المصابين بالعدوى البكتيرية يرسينية طاعونية يرسينية وهو عضو في أسرة الأمعائيات ، وتسبب اللدغة حالة جلدية لتصبح متقرحة.

انتقال يرسينية طاعونية لفرد غير مصاب يمكن عن طريق أي من الوسائل التالية.
- القطيرات الاتصال - السعال أو العطس في وجه شخص آخر
- الاتصال المادي المباشر - لمس الشخص المصاب، بما في ذلك الاتصال الجنسي
- اتصال غير مباشر - عادة عن طريق لمس التربة الملوثة أو السطوح الملوثة
- الانتقال عن طريق الجو- إذا كانت الكائنات الحية الدقيقة يمكن أن تبقى في الجو لفترات طويلة
- انتقال البراز إلى الفم - عادة من الأغذية الملوثة أو مصادر المياه
- المنقولة بالنواقل - التي تحملها الحشرات أو الحيوانات الأخرى.

يرسينية طاعونية تكمن في المستودعات الحيوانية، وخاصة في أماكن معيشة القوارض، في البؤر الطبيعية للإصابة يتم العثور عليها في جميع القارات ما عدا أستراليا. وتقع البؤر الطبيعية للطاعون في حزام واسع في خطوط العرض الاستوائية وشبه الاستوائية والأجزاء الدافئة من خطوط العرض المعتدلة في جميع أنحاء العالم، وبين أوجه الشبه 55 درجة شمالا و 40 درجة جنوبا.
خلافا للاعتقاد الشائع، لم تكن الفئران هي المسؤولة في البدء مباشرة في انتشار وباء الطاعون الدبلي. هو أساسا مرض تسببه البراغيث (براغيث الفئران الشرقية) التي تنتشر في الفئران، مما يجعل الفئران أنفسهم أول ضحايا الطاعون. تحدث العدوى في الإنسان عندما يتعرض للعض من قبل برغوث التي قد أصيبوا بالعدوى عن طريق عض القوارض التي قد أصيبوا بالعدوى نفسها عن طريق لدغة برغوث تحمل المرض. البكتيريا تتكاثر داخل البرغوث، وتلتصق معا لتشكيل كتل المكونات التي في المعدة ويؤدي إلى تجويع البرغوث ثم تلدغ المضيف ويستمر الإطعام، على الرغم من أنه لا يمكن قمع الجوع لديها، وبالتالي برغوث سوف يتقيء الدم الملوث بالبكتيريا حيث تعود إلى الجرح ثانية. الطاعون الدبلي بالبكتيريا ثم يصيب ضحية جديدة، والبرغوث يموت في نهاية المطاف من الموت جوعا. ويبدأ تفشي الطاعون الخطيرة عادة عن طريق تفشي الأمراض الأخرى في القوارض، أو زيادة في تعداد القوارض.
في عام 1894، فإن اثنين من علماء البكتيريا، ألكسندر يرسن من فرنسا وكيتاساتو شيباسابورو من اليابان، معزولة بشكل مستقل البكتيريا في هونغ كونغ المسؤولة عن في الوباء الثالث. على الرغم من ذلك أفاد كلا المحققين نتائجها، في سلسلة من التصريحات المربكة والمتناقضة من قبل كيتاساتو أدت في النهاية إلى قبول يرسين بصفته المكتشف الأساسي للكائن. اسماه يرسين أنه الباستوريلة الطاعونية تكريما لمعهد باستور، حيث كان يعمل، ولكن في عام 1967 تم نقله إلى جنس جديد، والتي سميت يرسينيا بيستيس تكريما ليرسين. وأشار يرسين أيضا أن الفئران التي تأثرت بالطاعون ليس فقط خلال أوبئة الطاعون ولكن أيضا كثيرا ما تسبق هذه الأوبئة في البشر، وكان يعتبر أن الطاعون من قبل العديد من السكان المحليين كمرض تسببه الفئران: القرويين في الصين والهند وأكد أنه عندما تم العثور على أعداد كبيرة من الفئران ميتة، سرعان ما تبعه تفشي الطاعون.

## تحصين الطاعون
حيث أن الطاعون البشري هو نادر في معظم أنحاء العالم، إذا ليست هناك حاجة للتطعيم الروتيني عدا تلك المناطق المعرضة لمخاطر عالية، ولا عن الناس الذين يعيشون في المناطق حيث يكون الطاعون متوطن مختلطا بالحيوانات، مثل غرب الولايات المتحدة. حيث لا يشار إليه بالنسبة لمعظم المسافرين إلى البلدان ذات الحالات المبلغ عنها المعروفة الأخيرة، خاصة إذا كان سفرهم يقتصر على المناطق الحضرية مع الفنادق الحديثة. مركز السيطرة على الأمراض يوصي بذلك فقط التطعيم ل:
1. جميع عاملي المختبرات الميدانية والموظفين الذين يعملون مع كائنات يرسينية طاعونية المقاومة للمضادات الميكروبية.
2. الأشخاص الذين يعملون في التجارب الهوائية مع يرسينية طاعونية.
3. الأشخاص الذين يعملون في العمليات الميدانية في المناطق التي يكون الطاعون متوطنا مختلطا بالحيوانات حيث منع التعرض غير ممكن (مثل بعض مناطق الكوارث). [بحاجة لمصدر]

استعراض منهجي من قبل كوشرين حيث توجد دراسات ذات نوعية كافية لكشف أي بيان بشأن فعالية اللقاح.

## العلاج الحديث
تتم معالجة الطاعون حاليا بالمضادات الحيوية، وتوجد فرص جيدة للنجاح في حالة الكشف المبكر عن المرض. تستخدم على سبيل المثال مركبات ستربتوميسين وكلورامفينيكو بالإضافة لتشكيلات مكونة من تتراسيكلين وسلفوناميد. يعطى الستربتوتوميسين حقناً بالعضل فقط. بينما يشكل الكلورامفينيكول علاجا مؤثرا، رغم عوارضه الجانبية (التي تظهر مع الاستعمال لفترات طويلة وتتمثل أساسا في تأثيره على نخاع العظام حيث يؤدي إلى حدوث أنيميا خبيثة) التي تجعل منه علاجا للحالات المستعصية فقط.

## الإجراءات الوقائية
كإجراءات وقائية عامة، يتم مكافحة القوارض والبراغيث من قبل الهيئات الصحية المسؤولة، للوقاية من انتشار المرض ومكافحته قبل ظهوره.
- الإجراءات الوقائية تجاه المريض:

العزل الإجباري للمريض في أماكن خاصة في المستشفيات حتى يتم الشفاء التام، كذلك يجب تطهير إفرازات المريض ومتعلقاته والتخلص منها بالحرق، ويتم تطهير أدوات المريض بالغلي أو بالبخار تحت الضغط العالي، أيضا يتم تطهير غرفة المريض جيدا بعد انتهاء الحالة.
- الإجراءات الوقائية تجاه المخالطين:

يتم حصر وفحص كافة المخالطين المباشرين وغير المباشرين للمريض وفحص عينات من الدم، وكذلك يتم تحصينهم باللقاح الواقي.
في حالات الطاعون الرئوي، يتم عزل جميع المخالطين للمريض إجباريا لمدة عشرة أيام.
أما في حالات الطاعون الدملي والتسممي فيتم مراقبة المخالطين لمدة عشرة أيام ترقبا لظهور أي حالات مرضية جديدة فيما بينهم.

## المجتمع والثقافة
- حرصت المجتمعات على عدم التعامل مع جثث الحيوانات المصابة.
- وتجنب الاتصال المباشر مع سوائل الجسم والأنسجة المصابة.
- والحرص على غسل اليدين بالماء والصابون، أو استخدام بالكحول.
- وتجنب التعامل مع الحيوانات الضالة المريضة أو الميتة.
- والابتعاد عن أماكن موبوءة بالقوارض.[9]

## وصلات خارجية
- المرض على موقع منظمة الصحة العالمية (بالإنجليزية)
- مراكز التحكم ووقاية الأمراض خريطة للتوزيع بالعالم والمنشورات ومعلومات حول الجاهزية والاستجابة تجاه الإرهاب الحيوي المرتبط بالطاعون (بالإنجليزية)
- الأعراض والأسباب وصور حول الطاعون الدبلِيّ (بالإنجليزية)